# 阿德莱德突击者
阿德莱德突击者是一家位于澳大利亚南澳大利亚州阿德莱德的足球俱乐部，参加南澳大利亚超级联赛。其主场位于阿德莱德北部城郊Gepps Cross的克罗地亚体育中心。该俱乐部具有克罗地亚裔澳大利亚人背景，因次也被称为“阿德莱德克罗地亚”。其主要对手是塞尔维亚裔澳大利亚人背景的怀特城伍德维尔俱乐部。

## 现役球员
註釋：國旗表示球員在國際足聯資格規則定義的國家隊。球員可能擁有一個以上非國際足聯國籍。
| 號碼 |          | 位置 | 球員              |
| ---- | -------- | ---- | ----------------- |
| 1    | 澳大利亚 | 门将 | 丹尼尔·阿特金斯   |
| 2    | 澳大利亚 | 后卫 | 迈克尔·阿克顿     |
| 3    | 澳大利亚 | 后卫 | 迈克尔·多伊尔     |
| 4    | 澳大利亚 | 中场 | 丹尼尔·海恩       |
| 5    | 澳大利亚 | 中场 | 沙恩·托比亚斯     |
| 7    | 澳大利亚 | 后卫 | 亚当·哈里斯       |
| 8    | 澳大利亚 | 前锋 | Matthew Muscroft  |
| 9    | 澳大利亚 | 前锋 | Mario Marcinko    |
| 10   | 澳大利亚 | 中场 | 金斯利·弗朗西斯   |
| 11   | 澳大利亚 | 前锋 | 亚历山大·卡佩尔   |
| 13   | 澳大利亚 | 中场 | 塞巴斯蒂安·肯尼迪 |
| 16   | 澳大利亚 | 后卫 | Nikica Kuzman     |

| 號碼 |          | 位置 | 球員               |
| ---- | -------- | ---- | ------------------ |
| 18   | 澳大利亚 | 中场 | Benjamin Tarabar   |
| 19   | 澳大利亚 | 后卫 | Scott Weidenbach   |
| 20   | 澳大利亚 | 中场 | 多尼·波洛克        |
| 21   | 澳大利亚 | 前锋 | Mimi Saric（队长） |
| 23   | 澳大利亚 | 中场 | 尼基·奥尔          |
|      | 澳大利亚 | 门将 | Nicholas Ewers     |
|      | 澳大利亚 | 后卫 | 阿伦·米洛舍维奇    |
|      | 澳大利亚 | 中场 | 亚伦·阿克顿        |
|      | 澳大利亚 | 中场 | 迈克尔·马奇        |
|      | 澳大利亚 | 前锋 | Paul Covino        |

## 著名球员
- 里奇·阿拉吉希 - Australian Youth International
- Robert Bajic - NSL/A-League player
- Yakka Banovic - Australian International
- 迈克尔·巴尼特 - 全国足球联赛球员
- 约瑟夫·巴巴罗 - 全国足球联赛球员
- 彼德·布拉津西奇 - 全国足球联赛球员
- Louis Brain - Australian Youth International
- 马克·布拉扎莱 - Australian Youth International
- 戈登·布里斯科 - Prominent Australian Aboriginal activist
- 迈克尔·卡特赖特 - 全国足球联赛球员
- 克雷格·古德温 - 澳大利亞職業足球聯賽球员
- Billy Graham - Australian International
- 安特·科瓦切维奇 - 澳大利亞職業足球聯賽前球员
- John Moriarty - Australian International
- 查理·帕金斯 - Prominent Australian Aboriginal sports figure and activist
- 彼得·兰金 - 全国足球联赛球员
- Nick Sabljak - Australian Youth International
- Mimi Saric - Australian Youth International
- Robbie Slager - 全国足球联赛球员
- Lemmy Vatsilas - 全国足球联赛球员
- 昆汀·沃特金斯 - 全国足球联赛球员
- 亚伦·韦斯特维尔特 - 全国足球联赛球员

## 荣誉
- 南澳大利亚冠军： 1980年，1984年，1988年，1997年，2002
- 南澳大利亚冠军亚军： 1965年，1969年，1983年，1986年，1990年，1992年，1995年，2005年，2007
- 南澳大利亚常规赛第一： 1997
- 南澳大利亚常规赛第二： 1992年，1995年，2003
- 联邦杯冠军： 1960年，1962年，1974年，1977年，1982年，1988年，1990年，1991年，1992年，2003
- 联邦杯亚军： 1959年，1998年，2005

## 个人荣誉
塞尔吉奥奖章 - 南澳大利亚年度球员South Australian Player of the Year
- 1965年 - Billy Graham
- 2004年 - 里奇·阿拉吉希
- 2006年 - Michael Cartwright
- 2009年 - 里奇·阿拉吉希
- 2010年 - 里奇·阿拉吉希